# 华克之
华克之（1902年12月20日—1998年1月7日），原名華皖，别名张建良、胡云卿、張靜林等，扬州宝应人，抗戰及第二次國共内戰時期中共情報人員。

## 生平
早年加入国民党。1934年11月在南京成立晨光通訊社。1935年11月1日与王亚樵、孙凤鸣等策划刺杀蒋介石，汪精卫，遭國民政府通缉，投奔延安，1939年经周恩来、潘汉年介绍加入中国共产党，长期从事地下工作。中共建国后，任内务部副部长，1955年受潘汉年案牵连，入獄廿年。中共十一届三中全会后，获平反。1998年1月7日在北京去世。

## 書籍
- 華克之傳奇（江蘇人民出版社1991）：韓厲觀、陳立平根據華克之交代材料《卅年實錄》及詩鈔等材料編撰寫成。
- 欽定要犯華克之（江蘇人民出版社1998）：為《華克之傳奇》第二版，内容有所調整增刪。

## 相關影視
- 電影《刺殺汪精衛》（1988）：應旗導演。講述南京晨光通訊社成員華克之(劇中人名張頌南)、孫鳳鳴等於1935年11月國民黨四屆六中全會期間刺殺汪精衛事件。

- 電視劇《潘漢年》（1997）：朱一民導演。劇中華克之，任庵（即張百熙次子張子羽）及其他華克之相關角色與情節參考《華克之傳奇》敘述。